# Haveri
Haveri là một thị xã của quận Haveri thuộc bang Karnataka, Ấn Độ.

## Địa lý
Haveri có vị trí 14°48′B 75°24′Đ / 14,8°B 75,4°Đ Nó có độ cao trung bình là 572 mét (1876 feet).

## Nhân khẩu
Theo điều tra dân số năm 2001 của Ấn Độ, Haveri có dân số 55.900 người. Phái nam chiếm 51% tổng số dân và phái nữ chiếm 49%. Haveri có tỷ lệ 70% biết đọc biết viết, cao hơn tỷ lệ trung bình toàn quốc là 59,5%: tỷ lệ cho phái nam là 76%, và tỷ lệ cho phái nữ là 64%. Tại Haveri, 13% dân số nhỏ hơn 6 tuổi.